# Roberto Pasolini
Roberto Pasolini O.F.M. Cap. (Milão, 5 de novembro de 1971) é um teólogo e frei capuchinho italiano da Igreja Católica que serve como Pregador para a Casa Papal.

## Biografia
Emitiu os votos perpétuos na Ordem Franciscana dos Frades Menores Capuchinhos em 7 de setembro de 2002 e foi recebeu a ordenação presbiteral em 23 de setembro de 2006. Depois de obter o doutorado em teologia bíblica na Pontifícia Universidade Gregoriana de Roma, foi professor de línguas bíblicas e da sagrada escritura no Studio Teologico Laurentianum Interprovincial dos Frades Menores Capuchinhos de Milão e Veneza.
Lecionava exegese bíblica na Faculdade Teológica do Norte da Itália, em Milão, colabora com a Arquidiocese de Milão na formação de professores de religião e com a Conferência Italiana dos Superiores Maiores. Autor de diversos artigos e livros sobre espiritualidade bíblica, dedica-se à pregação de retiros e exercícios espirituais.
Realizava encontros de formação, pregações de retiros e exercícios espirituais, acompanhamento espiritual e também iniciativas de caridade junto dos grupos mais frágeis da sociedade que realiza ao lado dos noviços dos quais foi formador.
É também autor de vários artigos e livros sobre espiritualidade bíblica e olha com interesse para as novas tecnologias, novos meios de comunicação como podcasts e as oportunidades da Inteligência Artificial. Talvez alguma reminiscência de quando era um jovem envolvido com a computação, bem como na política, antes de descobrir - como revelou numa entrevista ao programa Soul da TV2000 - que as ideologias não tornam o homem mais livre. A única liberdade vem de Deus porque “a verdadeira liberdade é libertar-se do sentimento de culpa, porque a redenção de Cristo restaurou o vínculo do bem com Deus”, afirmava.
Em 9 de novembro de 2024, foi nomeado Pregador da Casa Pontifícia pelo Papa Francisco. Aos meios de comunicação vaticanos o novo pregador expressou os seus sentimentos “ambivalentes”: por um lado, “uma grande alegria e gratidão por um grande e maravilhoso chamado que recebi”; por outro, “uma sensação de medo e de inadequação diante de uma tarefa que me parece enorme e diante da qual me sinto tão pequeno”. Com alegria e temor o frade seguirá em frente nesta nova missão, “na grande confiança de que estarei acompanhado por todas as pessoas que me ajudaram nestes anos a amadurecer uma compreensão da Palavra de Deus e procurarei fazer com que esta Palavra ressoe no coração da Igreja, entregando-me ao Senhor”.
Em sua primeira pregação na nova função, com o tema escolhido para as três reflexões sendo “As portas da esperança. Rumo à abertura do Ano Santo através da profecia do Natal”, convidou a abrir “A porta do estupor”, tema escolhido para a sua primeira meditação, primeiro diante da voz dos profetas, depois à “coragem de divergir” de Isabel e, por fim, à “humildade de aderir” de Maria.

### Obras
- Amanti perché amati, Tau, 2015
- Non siamo stati noi, Edizioni San Paolo, 2020
- È stato Dio, Edizioni San Paolo, 2021
- Saremo noi, Edizioni San Paolo, 2021
- Un giorno smetteremo di morire, Edizioni San Paolo, 2023
- R. Pasolini, prof. Massimo Grilli, Fallire e non mancare il bersaglio paradosso del Regno e strategie comunicative nel Vangelo di Marco, EDB, Bologna, 2017. OCLC 1022266136